# Pueblo atekerin
El pueblo atekerin es originario de Sudán para algunos autores y de Etiopía para otros.  Sobre el siglo XI emigró a Uganda donde absorbió grupos kuliak. Se los considera antecesores de los pueblos, karimoyón e iteso (teso) que se identifican como familia atekerin. Los linajes que sólo se reconocían como atekerin emprendieron una marcha hacia territorios del noroeste que no dejó registros de su final en la memoria ugandesa.

## Historia
Los primeros habitantes de Uganda fueron los pueblos neolíticos de la Edad de Piedra, que fueron absorbidos o reemplazados gradualmente en el primer milenio d. C. por los agricultores y pastores que emigraban del norte.Entre el 500 y el 1500 d. C., otros pueblos comenzaron a emigrar a Uganda desde diferentes partes de África. En el momento de la llegada de los británicos, había más de cincuenta grupos étnicos y culturales en Uganda. Estas comunidades étnicas podrían dividirse en cuatro amplias categorías lingüísticas: los bantúes , los luo , los atekerin y los sudánicos.
Los bantues fueron el primer grupo en llegar a Uganda y constituyen más del 50 por ciento de la población total de Uganda. Ellos comprenden; Baganda, Banyankole, Banyoro, Bakonjo, Basoga, Bakiga, Bafumbira, Batooro, Bamba, Batwa, Banyule, Basamia-Bagwe y Baggwere. Generalmente ocupan el este, centro, oeste y sur de Uganda.
La segunda categoría es la gente Atekerin, también conocida como los para-nilóticos o los nilo-hamitas. Se presume su ingreso a Uganda sobre el siglo XI desde Etiopía o Sudán según diferentes autores. Se integraron en algún momento con la etnia kuliak que habitaban por los montes Moroto y Napak al sur, en la frontera con Sudán.
Se especula que los atekin llevaban integrantes o ellos mismos habían absorbido parte de las culturas bari y lotuko, que residen en la frontera entre Uganda y Sudán. El encuentro con el pueblo luo provocó cambios en la cultura atekerin y el surgimiento de nuevos pueblos por razón de matrimonios entre ambos grupos.
Del proceso de integración de los siglos XI y XII se pierde rastro del pueblo atekerin como tal. Sin embargo su nombre es considerado como etnia o cultura madre por varios pueblos de Uganda. Los mismos se encuentra principalmente en el norte, el este y el noreste de Uganda. El grupo está formado por las etnias langui, karimoyón, teso, kakwa y kumam.